# Elliottinia kerneri
Elliottinia kerneri — вид грибів, що належить до монотипового роду  Elliottinia.